# Heteroonops croix
Heteroonops croix là một loài nhện trong họ Oonopidae.
Loài này thuộc chi Heteroonops. Heteroonops croix được miêu tả năm 2009 bởi Norman I. Platnick & Dupérré.